# North Collins (hrabstwo Erie)
North Collins – wieś w Stanach Zjednoczonych, w stanie Nowy Jork, w hrabstwie Erie.